# 石原謙
石原 謙（いしはら けん、1882年8月1日 - 1976年7月4日）は、日本のキリスト教史学者。日本学士院会員。

## 経歴

### 生い立ち
1882年、東京市本郷区本郷4丁目39番地に本郷教会牧師石原量、母ちせの次男として生まれた。「少年の頃既に聖書を教えられ、中学四、五年の頃その研究に少なからず興味を覚えて、その頃受洗」（『石原謙著作全集』11巻214頁）したと、牧師である父の強い影響でキリスト教信仰を持ったことを記している。洗礼は1900年1月7日、18歳の時数寄屋橋教会（現日本基督教団巣鴨教会）の田村直臣牧師から受けた。
早稲田中学を経て、1901年（明治34年）7月一高に入学し、1903年に最初の論文「ナザレの聖者を論ず」を書いた。
1904年（明治37年）7月、東京帝国大学文科大学史学科に入学。1905年に哲学科に転じた。文科大学哲学科では石原の学部卒業間際から大学院生の時期、波多野精一が講師として在籍していたが、波多野からは学内においてよりは富士見町教会での彼の日曜講演会において強い影響を受けた。1907年に大学卒業後、同大学大学院に進んだ。大学院での研究テーマについては教父哲学を研究したいと申し出たものの、教授会は専攻題目の改題を要求。1912年7月に学位論文『アレクサンドリアのクレメンスの哲学』を提出（ただし、これが認められて文学博士となったのは1921年のことであった）。
また、在学中の1909年、富士見町教会会員の実業家・渡辺荘の長女・貞と結婚。石原は結婚後富士見町教会に転入した。

### 哲学・神学研究者として
1918年、東京大学講師となり、古代・中世哲学史を担当した。
同1921年4月、文部省在外研究員としてドイツに留学。同年8月、東京帝国大学助教授に昇格。10月にハイデルベルク大学に入学。大学ではハンス・フォン・シューベルト教授から教会史を、マルティン・ディベリウス教授から神学を学んだ。翌年10月にはバーゼル大学に転じた。1923年に帰任。
1924年、その3年前に辞職させられた兄・純と入れ替わるように東北帝国大学教授に就任。法文学部哲学第二講座を担当。信仰活動にも積極的で、東北帝国大学内に聖書研究会や東北大学基督教青年会を設立し、1936年には私費を投じて東北大学基督教青年会館寮（現:東北大学YMCA渓水寮）を設立した。
1940年12月、東京女子大学学長に就任。1948年、学長を辞任。1952年4月からは青山学院大学文学部教授として教鞭を執った。1953年、日本学士院会員に選出された。
学界では、1952年10月にキリスト教を学問的に研究する者が相互の連絡を図ると共に、キリスト教学の発達を期することを目的に日本基督教学会が設立されると、初代理事長を務めた。また、1953年に中世哲学会が設立されると初代委員長となり、のち会長を務めた。

### 晩年
1966年、宮中御講書始で進講者を務め、「アウグスティーヌスの平和思想」について進講。4月に病気のために一切の公職を辞した。1973年、ハイデルベルク大学から名誉神学博士号を授与された。1976年に死去。没時に従三位と勲一等瑞宝章が追贈された。

## 受賞・栄典
- 1962年：文化功労者顕彰。
- 1973年：文化勲章を受章。
- 1976年：没時に従三位と勲一等瑞宝章が追贈された。

## 研究内容・業績
自らもキリスト者であり、哲学・倫理学・宗教学を幅広く研究した。
神学理解
石原は人間の罪の根源である原罪に関心を持ち、原罪はイエスのみが克服できたものであると理解した。教会については、アウグスティヌスのいう「唯一の公同の」「使徒的」「神の聖なる霊の働く所」としての教会概念に異論を唱えないが、社会的存在としての教会は、完全で全く誤謬のないという意味での教会ではないと分析している。また日本的精神風土とキリスト教の異質性を論じ、「日本の教会は日本という地域的風土を離れては成立し発展し得ない」（『石原謙著作全集』10巻379頁）と述べ、「日本にはキリスト教会」がない（『石原謙著作全集』月報1、2頁）とも発言している。
旧石原邸
東北帝国大学時代の1927年に、遠藤新の設計により建築した住居が仙台市青葉区に現存する（個人宅。非公開）。1931年には同じく遠藤の設計で栃木県那須に別邸を建てている。

## 家族・親族
- 父：石原量は本郷教会牧師。
- 母：石原ちせ
- 兄：石原純は物理学者。東北大学教授を務め、歌人としても知られた[15]。

## 著作
著書
- 『宗教哲学』岩波書店 1916
- 『ギリシヤ人の哲学思想』日本評論社 1928
- 『基督教史』岩波書店(岩波全書) 1934
  - 新版 2005
- 『新約聖書』岩波書店(大思想文庫) 1935
  - 復刊 1985
- 『ロマ書抄解：ロマ書に於けるパウロ』長崎書店 1937
- 『マルティン・ルターと宗教改革の精神』教文館 1944
- 『生命の言 新約聖書ヨハネ書翰講解』春光社 1947
- 『キリスト教思想史』角川書店 1949
- 『中世キリスト教研究』岩波書店 1952
- 『学究生活の思い出』石原謙博士文集刊行会 中央公論社 1959
- 『日本キリスト教史論』新教出版社 1967
- 『宗教改革者ルターとその思想』新教出版社 1967
- 『キリスト教の源流 ヨーロッパ・キリスト教史』(全2巻) 岩波書店 1972
- 『キリスト教と日本 回顧と展望』聞き手：松村克己・中川秀恭、日本基督教団出版局 1976

著作集
- 『石原謙著作集』(全11巻) 岩波書店 1978-1979

1. 『初期の著作』
2. 『旧・新約聖書』
3. 『初期キリスト教研究』
4. 『中世キリスト教研究』
5. 『宗教改革 1』
6. 『宗教改革 2』
7. 『キリスト教史』
8. 『キリスト教の源流』
9. 『キリスト教の展開』
10. 『日本キリスト教史』
11. 『回想・評伝・小論』

訳書
- 『克己論』ウィリアム・ジョージ・ジョーダン著、内外出版協会 1909
- 『宗教論』シュライエルマッヘル著、内田老鶴圃 1914
- 『原始基督教』ゲオルグ・ハインリチ（英語版）著、山谷省吾共訳、岩波書店 1917
- 『基督教の真髄』ヴィルヘルム・ヘルマン著、郷司慥爾共訳、岩波書店 1922
- 『宗教改革の世界史的意義』ハンス・フォン・シューベルト（ドイツ語版）著、岩波書店 1931
- 『基督者の自由』ルター著、岩波文庫 1933
- 『信仰要義』マルティン・ルター著、岩波文庫 1939
- 『マリヤの讃歌』マルティン・ルター著、吉村善夫共訳、岩波文庫 1941

記念論集
- 『基督論の諸問題 石原謙博士喜寿祝賀論文集』浅野順一編、創文社 1959
- 『西洋中世思想の研究 石原謙先生献呈論文集』江藤太郎・高田三郎・松本正夫編、岩波書店 1965